# مارکو کالوانی
مارکو کالوانی (انگلیسی: Marco Calvani؛ زادهٔ ۱۱ دسامبر ۱۹۸۰) نمایشنامه‌نویس، کارگردان، بازیگر و مترجم اهل ایتالیا است.
از فیلم‌هایی که وی در آن نقش داشته‌است می‌توان به بورجیا اشاره کرد.